# جاك إل. تيلي
جاك إل. تيلي (بالإنجليزية: Jack L. Tilley)‏ هو عسكري أمريكي، ولد في 3 ديسمبر 1948 في فانكوفر في الولايات المتحدة.